# Kłujek kamienny
Kłujek kamienny (Cottoperca gobio) – gatunek ryby z rodziny kłujkowatych, jeden z dwóch, obok Cottoperca trigloides, przedstawicieli rodzaju Cottoperca.

## Taksonomia
Gatunek w 1861 opisał Albert Günther jako Aphritis gobio na łamach „Annals and Magazine of Natural History” na podstawie dwóch syntypów ze zbiorów Muzeum Historii Naturalnej w Londynie – BMNH 1857.6.13.96 i BMNH 2011.11.22.2. Pierwszy to wypchany okaz długości 17,5 cala pochodzący z osady Port Famine na północnym brzegu Cieśniny Magellana (nieistniejącej obecnie, podawanej jako miejsce typowe), drugi – połowa skóry znajdująca się dawniej w zbiorach muzeum londyńskiego Zoological Society. Do rodzaju Cottoperca gatunek przeniósł Izumi Nakamura w 1986. Nazwa rodzaju pochodzi od greckich „kottos” i „perke”, oznaczających odpowiednio rybę i okonia.

## Występowanie i środowisko
Ryba morska. Zasiedla południowo-wschodni Ocean Spokojny i południowo-zachodni Ocean Atlantycki, u wybrzeży zarówno chilijskiej, jak i argentyńskiej części Patagonii, wokół Falklandów i Georgii Południowej. Prowadzi zwykle przydenny, osiadły tryb życia. Jest rybą mało ruchliwą. Za schronienie służą jej kamienie, szczeliny skalne, glony. Wśród drapieżników są m.in. płaszczki Bathyraja brachyurops i raszple Squatina guggenheim, a także Salilota australis z rodziny morowatych.

## Morfologia
Ciało wydłużone, z dużą głową. Dorasta do 80 cm długości całkowitej, długość przeciętna – 10–25 cm. Wymiary przykładowego osobnika w odniesieniu do długości całkowitej: długość standardowa – 83,8%, głębokość ciała – 23,4%, długość głowy – 34,5%. Średnica oka – 18,6% długości głowy. Głowa pokryta skostniałymi płytkami. Dwie płetwy grzbietowe, pierwsza z 7–8 promieniami twardymi, druga z 21–23 promieniami miękkimi. Jedna płetwa odbytowa z 21–23 promieniami miękkimi. Płetwy piersiowe z 16–18 promieniami miękkimi. Płetwy brzuszne przesunięte w kierunku głowy, przed pierwszą płetwą grzbietową, z jednym cierniem i 5 promieniami miękkimi. Jedna linia boczna. Skóra jest naga. Na pokrywie skrzelowej jeden dość duży, ostry, acz płaski kolec, którego ukłucia są bardzo bolesne.

## Odżywianie
Dieta tej ryby jest urozmaicona. Wśród niej są inne ryby, m.in. Agonopsis chiloensis z rodziny lisicowatych, płaszczka Bathyraja albomaculata, antar patagoński (Dissostichus eleginoides), Iluocoetes fimbriatus z rodziny węgorzycowatych, Macruronus magellanicus z rodziny morszczukowatych, błękitek południowy (Micromesistius australis), Patagonotothen ramsayi i Patagonotothen tessellata z rodziny nototeniowatych, Salilota australis z rodziny morowatych, Sprattus fuegensis z rodziny śledziowatych, a także Doryteuthis gahi z rodziny kalmarowatych, różne gatunki szczętek, wężowideł, salp, również mątwy, jak Semirossia patagonica. Żywi się także ślimakami i wieloszczetami. Zdarzają się również przypadki kanibalizmu.

## Znaczenie gospodarcze
Poławiana sporadycznie, jako przyłów denny. Mięso chude, białe, o niewielkiej przydatności przemysłowej i spożywczej.